# 戈定远
戈定远（1901年—1977年8月），又名卓超，浙江衢县人。中华民国及中华人民共和国政治人物。

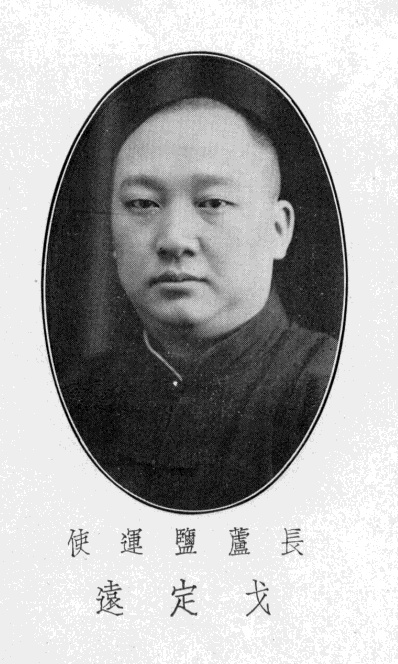
長蘆鹽運使戈定遠

## 生平
民国8年（1919年），戈定远毕业于第八中学。民国12年（1923年）自浙江公立法政专门学校毕业后，任北京法律馆科员、中国驻苏联特罗巴领事馆主事。
民国15年（1926年）冯玉祥访问苏联，戈定远随冯玉祥归国，加入西北军，任冯玉祥的秘书。民国18年（1929年），任南京国民政府陆军署军法司长。1930年，冯玉祥反蒋介石失败，冯玉祥所部接受改编，戈定远任第29军秘书长，后随第29军军长宋哲元在长城喜峰口抗击日军侵略。民国24年（1935年），出任第四届立法委员，冀察政务委员会委员、秘书长。戈定远曾在北平创办英文日报《北平新闻》，宣传抗日。
抗日战争爆发后，戈定远受原西北军抗日将领所派，赴日本占领区徐州一带从事抗日工作，策反汪精卫方面的伪军。抗日战争胜利后，戈定远任第三绥靖区司令冯治安的顾问。中国人民解放军攻占上海前夕，戈定远因为通共嫌疑而被国民政府逮捕，后被营救出狱。
中华人民共和国成立后，戈定远在北京定居，担任中国国民党革命委员会团结委员、浙江省政协委员、全国政协委员。1977年8月，戈定远在北京病逝。